# Rezerwat przyrody Oles w Dolinie Pomianki
Rezerwat przyrody Oles w Dolinie Pomianki – leśny rezerwat przyrody położony w gminie Łęka Opatowska, powiecie kępińskim (województwo wielkopolskie).
Powierzchnia: 3,09 ha.
Został utworzony w 1971 roku w celu ochrony olsu z bogatym runem.

## Podstawa prawna
- Zarządzenie Ministra Leśnictwa i Przemysłu Drzewnego z dnia 10 grudnia 1971 r. w sprawie uznania za rezerwat przyrody (M. P. z 1972 r. Nr 5, Poz. 33)
- Obwieszczenie Wojewody Wielkopolskiego z dn. 4.10.2001 r. w sprawie ogłoszenia wykazu rezerwatów przyrody utworzonych do dn. 31.12.1998 r.
- Zarządzenie Nr 9/11 Regionalnego Dyrektora Ochrony Środowiska w Poznaniu z dnia 8 marca 2011 r. w sprawie rezerwatu przyrody „Oles w Dolinie Pomianki”